# Lessons
Albums de Capone-N-Noreaga
The War Report 2: Report the War
(2010)
Singles
1. 3 on 3
Sortie : 7 mai 2015
2. Elevate
Sortie : 14 mai 2015
3. Shooters Worldwide
Sortie : 14 mai 2015

Lessons est le cinquième album studio de Capone-N-Noreaga, sorti le 24 juillet 2015.
Après s'être séparé en 2011 puis réuni en 2013, le duo annonce le 4 mai 2015 la sortie d'un nouvel album intitulé Lessons.

## Liste des titres
| No  | Titre                                                                                 | Contient un (des) sample(s) de          | Durée |
| --- | ------------------------------------------------------------------------------------- | --------------------------------------- | ----- |
| 1.  | Khadafi Talks                                                                         |                                         |       |
| 2.  | Future (featuring Tragedy Khadafi – Produit par Ayatollah)                            |                                         |       |
| 3.  | In the 1st (Produit par iFresh)                                                       |                                         |       |
| 4.  | Shooters Worldwide (Produit par Jahlil Beats)                                         |                                         |       |
| 5.  | 7 Continents (featuring Royal Flush et Tragedy Khadafi – Produit par Hazardis Soundz) |                                         |       |
| 6.  | U.M.A.R. (featuring Tragedy Khadafi – Produit par SPK)                                |                                         |       |
| 7.  | Gumar Oz Dubar (Produit par Hazardis Soundz)                                          |                                         |       |
| 8.  | Not Stick You Pt. 2 (featuring Tragedy Khadafi – Produit par Ayatollah)               |                                         |       |
| 9.  | Chinese Girl (Produit par Beatz n da Hood)                                            |                                         |       |
| 10. | Elevate (featuring Tragedy Khadafi – Produit par Hazardis Soundz)                     |                                         |       |
| 11. | 3 on 3 (featuring Tragedy Khadafi et The LOX – Produit par Beatz n da Hood)           |                                         |       |
| 12. | Now (featuring Tragedy Khadafi – Produit par Statik Selektah)                         |                                         |       |
| 13. | Pizza (Produit par Large Professor)                                                   | When We Pull the Shades d'Eugene Record |       |
| 14. | Riding (featuring Anna Shay – Produit par Mr. Authentic)                              |                                         |       |
| 15. | Foul 120 (featuring Tragedy Khadafi et Raekwon – Produit par Scram Jones)             |                                         |       |